# Peranāmpattu
Peranāmpattu är en ort i Indien.   Den ligger i distriktet Vellore och delstaten Tamil Nadu, i den södra delen av landet, 1 800 km söder om huvudstaden New Delhi. Peranāmpattu ligger 369 meter över havet och antalet invånare är 43 124.
Terrängen runt Peranāmpattu är huvudsakligen kuperad, men den allra närmaste omgivningen är platt. Runt Peranāmpattu är det tätbefolkat, med 570 invånare per kvadratkilometer. Närmaste större samhälle är Ambur, 15,8 km söder om Peranāmpattu. Omgivningarna runt Peranāmpattu är en mosaik av jordbruksmark och naturlig växtlighet.